# Eupithecia ebriosa
Eupithecia ebriosa är en fjärilsart som beskrevs av András Vojnits 1979. Eupithecia ebriosa ingår i släktet Eupithecia och familjen mätare. Inga underarter finns listade i Catalogue of Life.